# Scoparia syntaracta
Scoparia syntaracta là một loài bướm đêm trong họ Crambidae.